# داني جونز (لاعب دوري الرغبي)
داني جونز (بالإنجليزية: Danny Jones)‏ هو لاعب دوري الرغبي بريطاني، ولد في 6 مارس 1986 في هاليفاكس في المملكة المتحدة، وتوفي في 3 مايو 2015 في هامبستاد في المملكة المتحدة بسبب توقف القلب.